# Lauri Virtanen
Lauri Johannes « Lasse » Virtanen (né le 3 août 1904 à Uskela et mort le 9 février 1982 à Turku) est un athlète finlandais spécialiste du fond.

## Carrière
Lors des Jeux olympiques de 1932, Lauri Virtanen remporte deux médailles de bronze, sur 5 000 et 10 000 mètres.

### Palmarès
| Date | Compétition           | Lieu        | Résultat | Épreuve  | Performance   |
| ---- | --------------------- | ----------- | -------- | -------- | ------------- |
| 1932 | Jeux olympiques       | Los Angeles | 3e       | 5 000 m  | 14 min 44 s 0 |
| 1932 | Jeux olympiques       | Los Angeles | 3e       | 10 000 m | 30 min 35 s 0 |
| 1934 | Championnats d'Europe | Turin       | 4e       | 5 000 m  | 14 min 47 s 6 |

### Records
| Épreuve       | Performance     | Lieu | Date |
| ------------- | --------------- | ---- | ---- |
| 5 000 mètres  | 14 min 36 s 8   | —    | 1932 |
| 10 000 mètres | 30 min 30 s 7   | —    | 1933 |
| Marathon      | 2 h 48 min 53 s | —    | 1935 |